# Klaus Soukup
Klaus Soukup (* 8. März 1936 in Magdeburg) ist ein ehemaliger österreichischer Politiker (SPÖ) und Bankangestellter. Soukup war von 1991 bis 1995 Abgeordneter zum Landtag von Niederösterreich.

## Leben
Soukup besuchte nach der Volksschule eine Hauptschule und arbeitete in der Folge als Teppichweber. 1965 wechselte er in die metallverarbeitende Industrie, 1977 wurde er Angestellter einer Bank. Soukup engagierte sich lokalpolitisch ab 1965 als Gemeinderat in Gramatneusiedl, stieg 1970 zum geschäftsführenden Gemeinderat auf und hatte von 1975 bis 2004 das Amt des Bürgermeisters inne. Am 2. Dezember 1991 rückte er für Franz Slawik in den Niederösterreichischen Landtag nach, dem er bis zum 25. April 1995 angehörte.

## Auszeichnungen
- 1996: Großes Silbernes Ehrenzeichen für Verdienste um die Republik Österreich[1]